# Frankofil
Frankofili även kallad Gallofili (nylatin: Gallia; grekiska: φιλία, filia, vänskap, broderlig kärlek), är kärlek till fransk kultur, språk, folk eller franska politiska systemet.
Eftersom franskan under flera århundraden var diplomatins och bildningens kanske främsta språk kom detta språk att ibland förknippas med förfining. Detta kan ha påverkat människors tendenser att vilja framstå som franskintresserade. 
Franskans ställning i den svenska kulturen under sent 1800-tal illustreras i en raljerande versrad i den av Albert Engström med flera författade Pyttans A-B och C-D-lära:
I Paris schangtila salar 
värsta buse franska talar
Den logiska motsatsen till frankofil är frankofob, ett ord som dock används ganska sällan.

## Frankofila personer och organisationer
- Gustav III
- Lars Hammar
- Alliance française.
- Institut du Prix de Francophilie